# Tarification dynamique
 (juillet 2012).
Si vous disposez d'ouvrages ou d'articles de référence ou si vous connaissez des sites web de qualité traitant du thème abordé ici, merci de compléter l'article en donnant les références utiles à sa vérifiabilité et en les liant à la section « Notes et références ».
La tarification dynamique (dynamic pricing en anglais) est une stratégie de politique de prix consistant à ajuster les prix aux variations de demande. Elle s’inscrit dans le cadre plus général du marketing mix.
Cette pratique se répand rapidement car les entreprises ont accès à des bases de données gigantesques stockables à des coûts réduits, leur permettant de prédire et d'anticiper au mieux les variations de demande.

## Mise en place pour une entreprise

### Caractéristiques nécessaires de l’entreprise
Les entreprises qui profitent le plus de la tarification dynamique sont celles qui présentent les caractéristiques suivantes :
- capacité maximale fixe ;
- coûts fixes élevés et coûts variables faibles ;
- demande variable ;
- vente (si possible à l'avance) de biens périssables.

En effet, plus la demande est variable et plus un prix fixe au cours du temps se montre être une stratégie de tarification sous-optimale pour deux raisons :
- quand la demande est très forte, l'entreprise renonce à une grande part du surplus du consommateur ;
- quand la demande est faible, l'entreprise, en laissant son prix fixe trop élevé, vend trop peu alors que ses coûts sont principalement fixes.

De même, plus l'entreprise vend ses produits longtemps à l'avance et plus un prix fixe au cours du temps se montre être une stratégie de tarification sous-optimale : les consommateurs qui achètent leur bien très longtemps à l'avance et ceux qui l'achètent à la dernière minute ont toutes les chances d'avoir des prix de réserve très différents et il est donc optimal pour l'entreprise d'ajuster son prix au prix de réserve des consommateurs, qui varie au cours du temps.

### Étapes d’instauration
- Récolter les bonnes données donnant des informations sur les différentes variables influençant la demande et les stocker dans un format adéquat.
- Analyser ces données à l'aide d'outils statistiques et économétriques.
- En déduire une prévision de demande : une courbe donnant la demande en fonction du prix, avec l'élasticité-prix de la demande.
- En déduire le prix qui maximise le revenu.

Ces étapes nécessitent des compétences économiques, économétriques, informatiques mais aussi commerciales.

## Différence entre pricing dynamique et yield management
L'application la plus connue d'une stratégie de pricing dynamique est celle faite par les compagnies aériennes et plus communément appelée yield management. Le yield management consiste à optimiser le revenu en recherchant le couple (prix ; taux d'occupation) qui maximise le revenu total. Dans l'e-commerce, la pratique est aussi courante (via des outils de surveillance automatique des prix-concurrents).
Le pricing dynamique a un champ d'application plus large puisqu'il s'agit de trouver le prix qui maximise le revenu. Exemple de situation de pricing dynamique qui n'est pas du yield management : Un artisan glacier qui change le prix de ses glaces en fonction de la météo. Dans l’hôtellerie et le tourisme, les prix peuvent être ajustés au quotidien en fonction d'un très large panel de critères : l'historique de réservation des années précédentes, le prix des concurrents, les événements ponctuels susceptibles d’influer sur la demande, l’évolution des avis clients, le taux de change… 